# Monero
Monero (XMR) ist eine dezentrale, Blockchain-basierte Kryptowährung. 
Anders als beispielsweise Bitcoin setzt Monero jedoch einen stärkeren Fokus auf die Privatsphäre bzw. Anonymität seiner Nutzer (vgl. Privacy Coin) und verfolgt einen anderen Ansatz in Bezug auf die Skalierbarkeit. 
Das Wort „monero“ ist der Sprache Esperanto entnommen und bedeutet „Münze“.
Monero basiert auf dem CryptoNote-Protokoll, was im Kontrast zu vielen anderen Kryptowährungen steht, die wie etwa Litecoin auf einem von Bitcoin abgespaltenen Code aufsetzen. In der Praxis hebt sich Monero von den meisten anderen Kryptowährungen ab durch die starke Anonymität, den für handelsübliche Prozessoren optimierten Proof-of-Work-Algorithmus namens RandomX, die kontinuierliche Anpassung der Mining Difficulty sowie den Algorithmus zur Anpassung der Blockgröße (Skalierbarkeit). 
Mit Stand 22. Dezember 2024 hatte Monero eine Marktkapitalisierung von ca. 3,5 Milliarden US-Dollar und es wurden bisher etwa 18,5 Millionen XMR (Monero-Währungseinheiten) erzeugt. Nachdem bereits Ende 2023 die Krypto-Börse OKX den Handel mit Monero eingestellt hatte und am 6. Februar 2024 die weltgrößte Krypto-Börse Binance die Einstellung des Handels mit Monero zum 20. Februar 2024 angekündigt hatte, brach der Monero-Kurs innerhalb von 2 Tagen von 165 US-Dollar auf 125 US-Dollar (also um 24,24 Prozent) ein.

## Eigenschaften

Eine graphische Darstellung der Nachverfolgung von Ringsignaturen.

### Teilbarkeit der Währungseinheiten
Monero (XMR) ist auf bis zu 12 dezimale Nachkommastellen teilbar, d. h. die kleinste Währungseinheit beträgt 0,000 000 000 001 XMR = 10−12 XMR.

### Mining-Algorithmus und Dezentralisierung
Der verwendete Proof-of-Work-Algorithmus RandomX ist dadurch gekennzeichnet, dass er im Unterschied zum sha256-Algorithmus von Bitcoin oder auch zum scrypt-Algorithmus von Litecoin sehr speicherintensiv ist und damit besonders für weit verbreitete General-Purpose-Hardware (CPUs, GPUs und RAM von handelsüblichen PCs) geeignet ist, während sich die Entwicklung und Herstellung spezieller Hardware (ASICs) kaum lohnt. Bei diesbezüglichen technologischen Änderungen ist damit zu rechnen, dass der Mining-Algorithmus entsprechend verändert werden wird (via Hard Fork, s. u.), um der Philosophie der ASIC-Freiheit und des damit einhergehenden dezentralen Minings weiter treu zu bleiben.

### Block-Intervall und Difficulty-Anpassung
Das Ziel-Intervall zur Block-Generierung beträgt zwei Minuten (nachdem es bis Ende März 2016 eine Minute war, bei bis dato doppeltem Mining Reward), im Gegensatz zu Bitcoins 10 Minuten.
Die Mining-Difficulty von Monero passt sich kontinuierlich an und nicht wie bei Bitcoin lediglich in Abständen von zwei Wochen.

### Emissionsplan und Inflation
Die Menge des pro Block neu generierten digitalen Geldes, der Mining Reward, fällt kontinuierlich von Block zu Block und nicht stufenweise wie bei Bitcoin mit seiner abrupten Halbierung alle vier Jahre. Der nominale Block Reward (in XMR-Einheiten) errechnet sich aus der insgesamt bisher emittierten Geldmenge A (in atomaren Einheiten, also 1012 mal Geldmenge in XMR) mittels der Formel
- Nominaler Block Reward (in XMR) = abrunden( (M-A) / 219 ) / 1012, wobei M=264-1.

Sobald die bisher emittierte Geldmenge 18,132 Millionen XMR erreicht und damit der Block Reward laut Formel 0,6 XMR unterschreitet (voraussichtlich Mitte 2022), wird der nominale Block Reward für alle Ewigkeit auf 0,6 XMR pro 2-Minuten-Block (d. h. 157788 XMR/Jahr), die sogenannte Tail Emission, eingefroren. Etwa im Jahr 2040 wird die Menge an Moneros diejenige von Bitcoins übertreffen und die Zahl von 21 Millionen übersteigen und z. B. etwa im Jahr 2130 (2300) wird die erzeugte Geldmenge bei ca. 35 (62) Millionen XMR liegen.

#### Geldmengenbegrenzung als Resultat des Emissionsplans
Mit Beginn der Tail Emission von 157.788 XMR p. a. ab ca. Mitte 2022 bei einer dann emittierten Geldmenge von 18,132 Millionen XMR liegt das relative Geldmengenwachstum bei anfänglich 0,87 % p. a., wird in der Folge aufgrund der dauernd steigenden Gesamtzahl emittierten Geldes aber kontinuierlich fallen und langfristig gegen 0 % konvergieren.
Da benutzerbedingt immer wieder Moneros verloren gehen werden (Verlust privater Schlüssel, Hardware-Defekte, fehlende Backups), könnte sich durch den Mechanismus der Tail Emission langfristig ein ungefähres Gleichgewicht zwischen der Rate verlorener und neu erzeugter Coins einstellen. Das bedeutet, dass Monero trotz der dauerhaften Erzeugung neuer Währungseinheiten langfristig als Währung mit stabiler Geldmenge angesehen werden könnte.

### Anonymität und Datenschutz
Das CryptoNote-Protokoll verwendet Ring Signatures und Stealth Addresses. Dies hat eine Reihe von Konsequenzen:
Stealth Adressen sind insofern verdeckt, als in der Blockchain der Geldein- und Ausgang auf eine bekannte Adresse nicht öffentlich einsehbar ist. Dies ist nur mittels des privaten Schlüssels möglich, oder mit Hilfe eines Viewkey, den der Besitzer des privaten Keys optional veröffentlichen oder an einen Dritten weitergeben kann. Daher auch die Bezeichnung optionally transparent.
Ring-Signaturen ermöglichen es in Monero, dass Transaktionen stets (und nicht nur optional) stark verschleiert und vermischt werden, so dass ein Verfolgen von Geldströmen mittels Blockchain-Analyse durch Dritte sehr schwer bis praktisch unmöglich ist. Dadurch gelten Monero-Währungseinheiten als echt austauschbar (englisch fungible) und etwa ein Sperren (Blacklisting) von Guthaben durch Miner kann praktisch ausgeschlossen werden.
Monero setzt darüber hinaus auf verschlüsselte Beträge. Dabei werden in Transaktionen nicht mehr Beträge in Klaransicht überwiesen, sondern mit sogenannten Pedersen Commitments verschlüsselt.

### Blockgröße und Skalierung
Es gibt keine generelle Obergrenze der Blockgröße. Jedoch darf ein neuer Block nur maximal doppelt so groß sein, wie der Median der 100 vorangegangenen Blöcke. Zudem wird der tatsächlich ausgezahlte Block Reward gegenüber dem oben beschriebenen nominalen Block Reward reduziert, wenn ein Block größer als dieser Median und gleichzeitig größer als 60 kB ist (diese Grenze lag bis zum Hard Fork Ende März 2016 noch bei 20 kB). Die prozentuale Reduktion des Block Rewards ist dabei das Quadrat des Anteils, um den die Blockgröße besagten Median übersteigt. Z. B. erfolgt bei Übersteigen des Medians um [10 %, 20 %, 50 %, 80 %, 100 %] eine Reduktion des Block Rewards um [1 %, 4 %, 25 %, 64 %, 100 %]. Diese sogenannte Block Reward Penalty soll bewirken, dass die Blockgröße nicht unnötig schnell steigt, sondern von ökonomisch rationalen Minern nur dann angehoben wird, wenn der verringerte Block Reward durch Mehreinnahmen aus TX-Gebühren wieder kompensiert wird.
Aufgrund der Ring-Signaturen sind Monero-Transaktionen im Datenvolumen deutlich größer als Bitcoin-Transaktionen, was die Blockchain bei gleichem Transaktionsaufkommen deutlich schneller wachsen lässt als bei Bitcoin. Bisher (Stand 5. September 2016) ist das Transaktionsaufkommen jedoch sehr viel geringer als bei Bitcoin, so dass dies momentan noch nicht ins Gewicht fällt.

### Inkompatible Protokoll-Änderungen (Hard Forks)
Es hat in der Vergangenheit bereits erfolgreiche Änderungen des Protokolls gegeben, z. B. die erwähnte Änderung des Block-Intervalls von einer auf zwei Minuten und die damit einhergehende Anpassung des Block Rewards im März 2016. In Zukunft sind weitere technische Verbesserungen geplant, die ebenfalls meist nur mit Hard Forks, also nicht rückwärts-kompatiblen Protokoll-Änderungen, realisiert werden können (Stand 5. September 2016).
Circa jedes halbe Jahr findet ein solcher Hard Fork statt, in dem die technischen Verbesserungen der vergangenen sechs Monate aktiviert werden.

## Entwickler
Das Kernteam besteht aus sieben Mitgliedern, von denen fünf anonym sind (Stand September 2016). Darüber hinaus gibt es viele weitere individuell Beitragende. Moneros Code fand Anerkennung unter anderem von Wladimir J. van der Laan, einem der gegenwärtigen Maintainer von Bitcoin Core.

## Kursentwicklung
| Monero | US-Dollar | Datum       | Zuletzt geändert |
| ------ | --------- | ----------- | ---------------- |
| 1      | 516,86    | 7. Mai 2021 | 18.11.2021       |

## Kriminelle Nutzung
Am 9. Januar 2019 wurde erstmals eine Lösegeldforderung in Kryptowährung in Norwegen bekannt – in der Währung Monero. Eine weitere solche Forderung in Millionenhöhe u. a. mit Bezug auf Margarete Koppers erfolgte am 7. April 2019 in Berlin.